# كلفرد تماسيف
كلفرد تماسيف (13 أكتوبر 1988 بتبليسي في جورجيا - ) هو لاعب كرة قدم جورجي في مركز الدفاع. شارك مع منتخب جورجيا تحت 19 سنة لكرة القدم ومنتخب جورجيا تحت 21 سنة لكرة القدم ومنتخب جورجيا لكرة القدم. أما مع النوادي، فقد لعب مع ديلا غوري ونادي دينامو تبليسي.

## روابط خارجية
- كلفرد تماسيف على موقع قاعدة بيانات كرة القدم.إي يو (الإنجليزية)
- كلفرد تماسيف على موقع ناشيونال فوتبول تيمز (الإنجليزية)
- كلفرد تماسيف على موقع Soccerway.com (الإنجليزية)